# Pisagua
Pisagua är en ort i Chile. Den är belägen vid kusten i den norra delen av landet, och hade 280 invånare vid folkräkningen 2017. Pisagua tillhör kommunen Huara, i Tamarugalprovinsen i Tarapacáregionen.